# Vi hoàng hậu (Đường Trung Tông)
Đường Trung Tông Vi Hoàng hậu (chữ Hán: 唐中宗韋皇后, ? - 21 tháng 7, năm 710), thường gọi Vi hậu (韋后) hay Vi Thái hậu (韋太后) hoặc Trung Tông Vi Thứ nhân (中宗韋庶人), kế phối, nhưng là Hoàng hậu duy nhất của Đường Trung Tông Lý Hiển, Hoàng đế thứ 4 và thứ sáu của nhà Đường.
Trong cuộc đời của mình, Vi hậu đã hai lần nhận ngôi Hoàng hậu và một lần bị phế truất cùng Trung Tông vào năm 684 bởi mẹ chồng là Võ Tắc Thiên. Sau khi Trung Tông phục vị (705), Vi thị trở lại làm Hoàng hậu, cùng chồng mình tham dự triều chính, thao túng triều cương. Năm 710, Đường Trung Tông bị hạ độc và qua đời, Vi Hoàng hậu lập Lý Trọng Mậu lên ngôi, trở thành Hoàng thái hậu, lâm triều xưng chế. Tuy nhiên chưa đầy nửa tháng sau, Lâm Tri vương Lý Long Cơ và cô mẫu Thái Bình Công chúa hợp sức phát động Chính biến Đường Long, Vi Thái hậu cùng An Lạc Công chúa bị giết chết.
Bà cùng với Võ Tắc Thiên và Thái Bình Công chúa được xem là ba người phụ nữ trực tiếp chuyên chính của triều đại nhà Đường. Có cách nói [Võ Vi chi loạn; 武韋之亂], chính là nói đến hết Võ hậu lại tới Vi hậu làm loạn nhà Đường.

## Thân thế
Hoàng hậu Vi thị là người huyện Vạn Niên, phủ Kinh Triệu (nay là Thiểm Tây, Tây An), xuất thân trong một gia đình quan lại giàu có. Gia tộc họ Vi có ba đời phục vụ cho các Hoàng đế nhà Đường, từ ông nội bà Vi Hoằng Biểu (韋弘表) làm quân sư cho con trai nhỏ của Đường Thái Tông là Tào vương Lý Minh. Cha bà là Phổ Châu Tham quân Vi Huyền Trinh (韋玄貞), mẹ là Thôi Phu nhân, xuất thân từ gia tộc Bác Lăng Thôi thị (博陵崔氏), con gái Viên ngoại lang Thôi Phượng Cửu (崔凤举) thời nhà Tùy.
Khi Đường Cao Tông Lý Trị phong đến người Thái tử thứ 4 là Anh vương Lý Triết, Vi thị được nạp vào làm phi cho Thái tử, do người vợ trước của Lý Triết là Triệu thị bị Võ hậu giam cầm và chết đói. Sau ngày thành hôn, Cao Tông phong cho cha bà là Vi Huyền Trinh từ Tham quân của Phổ châu lên làm Thứ sử Dự châu.
Năm Khai Diệu thứ 2 (682), Vi phi hạ sinh Lý Trọng Nhuận, và đây cũng là người con trai duy nhất của bà. Sau đó, Trọng Nhuận được lập làm Hoàng thái tôn. Những năm này, bà lại sinh thêm hai người con gái nữa là Vĩnh Thái Công chúa Lý Tiên Huệ cùng Trường Ninh Công chúa.

## Hoàng hậu nhà Đường

### Lần đầu và bị giáng
Năm Hoằng Đạo nguyên niên (683), tháng 12, Đường Cao Tông Lý Trị băng hà. Ngày 3 tháng 1 năm Tự Thánh nguyên niên (684) (nhằm ngày Đinh Tị, tháng 12 năm Quý Mùi), Thái tử Lý Hiển kế vị, sử xưng là Đường Trung Tông. Lúc đó, Võ Hoàng hậu được tôn làm Hoàng thái hậu, nắm mọi quyền hành trong triều. Cũng trong mùa xuân năm ấy, Trung Tông lập Vi thị làm Hoàng hậu.
Đường Trung Tông mới lên ngôi, phải chịu tang Tiên hoàng, mọi việc trong triều đều do Võ Thái hậu quyết đoán. Bà ta nắm trong tay đội Lâm Vũ quân, có mưu đồ xưng làm Hoàng đế. Không lâu sau khi lên ngôi, Trung Tông muốn phong nhạc phụ Vi Huyền Trinh làm Môn hạ tỉnh (Tể tướng), Tể tướng đương nhiệm Bùi Viêm hết sức can ngăn nhưng Trung Tông không nghe, bèn nói chuyện này cho Võ Thái hậu biết. Thái hậu tức giận vì Lý Hiển muốn dùng Huyền Trinh để tước bớt quyền lực của mình, bèn nảy sinh ý định phế lập. Ngày 26 tháng 2 cùng năm, chỉ tầm một tháng sau khi Trung Tông lên ngôi, Võ Thái hậu vào triều, tuyên chiếu phế truất Đường Trung Tông làm Lư Lăng vương (庐陵王) và giam lỏng ở biệt cung. Cùng lúc đó, Võ Thái hậu lập con trai út của mình là Tương vương Lý Đán lên ngôi, tức Đường Duệ Tông.
Tháng 5 ÂL năm ấy, Lư Lăng vương Lý Hiển bị đổi tên là Lý Triết (李哲) và bị lưu đày đến Phòng châu, Vi phi cùng con trai là Lý Trọng Nhuận do cũng bị giáng nên cùng đi theo Lý Triết, trong khi cha bà cùng gia tộc họ Vi bị đày sang Khâm châu, sau đó bị đưa đến Quân châu (cũng thuộc Hồ Bắc). Vào lúc đó Vi thị vốn đã có mang, đến khi đang đi trên đường lưu đày thì sinh ra một người con gái. Nhưng lúc đó không có tã để quấn, Lý Triết phải cởi áo của mình làm tã cho Tiểu Công chúa, bởi vậy Tiểu Công chúa được đặt tên là Khỏa Nhi (裹兒), tức An Lạc Công chúa sau này. Trong hoàn cảnh như vậy lại thuận lợi sinh ra một đứa bé nhỏ nhắn xinh đẹp, Lý Triết và Vi thị đều rất yêu thương Khỏa Nhi.
Ở Quân Châu, vợ chồng Vi thị phải sống trong cảnh thiếu thốn. Vốn là người nhút nhát, Lý Triết rất lo sợ một ngày nào đó sẽ bị mẹ mình giết chết như hai người anh và một người chị trước đây. Mỗi khi có chiếu chỉ của Thái hậu đem đến, Lý Triết đều rất lo sợ, nhiều lần muốn tự sát. Vi thị khuyên chồng rằng:"Việc sống chết chẳng phải do con người quyết định được. Chẳng bằng ta cứ an nhiên chờ đợi, việc gì phải chết nhanh". Do vậy tình cảm của Lý Triết và Vi thị rất sâu đậm. Lý Triết thường nói với bà:"Một ngày nào đó Trẫm được về triều, sẽ không ngăn cấm nàng gì cả".
Lúc này tại triều đình, Võ Tắc Thiên thoán ngôi xưng Đế, giáng Duệ Tông Lý Đán làm Hoàng tự (皇嗣), đổi quốc hiệu là Đại Chu (大周). Sau này, Lý Đán bị Võ Tắc Thiên nghi ngờ và muốn phế truất để đưa cháu mình là Võ Thừa Tự làm Trữ quân. Cuối cùng năm Thánh Lịch nguyên niên (698), theo lời khuyên của Địch Nhân Kiệt, Võ Tắc Thiên cho đón Lý Triết về kinh. Tháng 4 cùng năm, Lý Triết đem theo Vi thị cùng các con về đến Lạc Dương. Sang năm thứ 2 (699), Lý Triết được Võ Tắc Thiên chỉ dụ lập làm Thái tử, cải danh là "Hiển" như cũ, đổi họ thành họ Võ. Do đó Vi thị trở lại làm Thái tử phi.
Năm Đại Túc nguyên niên (701), hai người con lớn của Vi thị là Thiệu vương Võ Trọng Nhuận, Vĩnh Thái Quận chúa Tiên Huệ và chồng của Vĩnh Thái là Võ Diên Cơ (con trai của Ngụy Tuyên vương Võ Thừa Tự) xảy bất mãn với hai sủng nam của Võ Tắc Thiên là Trương Dịch Chi cùng Trương Xương Tông nên có lời phỉ báng. Việc này bị Trương Dịch Chi phát hiện và tố cáo với Võ hậu. Kết quả vào ngày 3 tháng 9 cùng năm, Võ Trọng Nhuận và Võ Diên Cơ bị Võ hậu ban chết, sang ngày hôm sau thì Vĩnh Thái Quận chúa Tiên Huệ cũng qua đời.

### Trở lại làm Hoàng hậu
Năm Thần Long nguyên niên (705), ngày 20 tháng 2 (tháng 1, ngày Quý Mão ÂL), các đại thần Trương Giản Chi, Thôi Huyền Vĩ, Hoàn Ngạn Phạm, Viên Thứ Kỷ, Lý Đa Tộ và Kính Huy tiến hành biến chính, lật đổ Võ Thái hậu. Ngày 23 tháng 2 (Bính Ngọ tháng giêng), Võ Hiển được đưa lên ngôi lần thứ hai, cải tên là [Lý Hiển], đổi quốc hiệu thành Đại Đường như cũ. Vi thị lại được sách lập làm Hoàng hậu. Hai người con đã chết của bà, lần lượt được truy phong làm Ý Đức Thái tử (懿德太子) và Vĩnh Thái Công chúa (永泰公主). Cha của Vi hậu là Vi Huyền Trinh được truy tôn làm Thượng Lạc vương (上洛王), mẹ Vi hậu là Thôi thị làm Vương phi.
Từ khi phục vị, Vi hậu noi theo Võ Tắc Thiên khi trước, thường cùng Trung Tông lâm triều nghe chính sự, bắt chước Võ hậu ngồi đằng sau bước rèm (gọi là Thùy liêm) để nghe hết các bẩm tấu cùng sự kiện nổi trội đương thời. Có đại thần Hoàn Ngạn Phạm dâng biểu phản đối Vi hậu làm chuyện này, cực kỳ gay gắt. Bài biểu nói:
| “                                                         | 《易》称‘无攸遂，在中馈，贞吉’，《书》称‘牝鸡之辰，惟家之索’。伏见陛下每临朝，皇后必施帷幔坐殿上，预闻政事。臣窃观自古帝王，未有与妇人共政而不破国亡身者也。且以阴乘阳，违天也；以妇陵夫，违人也。伏愿陛下览古今之戒，以社稷苍生为念，令皇后专居中宫，治阴教，勿出外朝干国政。 . 《Kinh Dịch》 viết:"Vô du toại, tại trung quỹ, trinh cát". 《Kinh Thi》 viết:"Tẫn kê chi thần, duy gia chi tác". Thần phát hiện mỗi lần bệ hạ lâm triều, Hoàng hậu tất sẽ ở sau mành, cùng nghe chính sự. Nhìn lại điển chế các đời, có đời nào mà không vì phụ nữ cùng nghe chính sự với quân vương mà không lụn bại đâu? Chưa nói đến âm áp đảo dương, là phạm vào lý tính của tự nhiên. Phụ nữ khi dễ trượng phu, là vi phạm cái đạo nhân luân. Hy vọng bệ hạ xem lại cái đạo lý cổ kim, cực lực nghĩ đến xã tắc và bá tánh, khiến Hoàng hậu giữ nghiêm bổn phận của Hoàng hậu, toàn tâm toàn ý khuếch trương giáo hóa cho các nữ nhân nội đình, không cần thiết phải lên triều nghe việc quốc gia trọng sự. | ” |
| — Biểu dâng của Hoàn Ngạn Phạm can gián Vi hậu nghe chính | |   |

Trong thời gian này, cháu của Võ hậu là Lương vương Võ Tam Tư có quan hệ lén lút với Chiêu dung Thượng Quan Uyển Nhi, người từng được Võ hậu cất nhắc và cho làm Nữ quan thân tín bên cạnh mình. Bản thân Uyển Nhi thường bơm vào đầu Vi hậu những ý tưởng làm giống như Võ Tắc Thiên khi trước, nên Vi hậu càng quyết liệt hơn. Qua lời giới thiệu của Uyển Nhi, Tam Tư bèn thiết lập quan hệ với Vi hậu. Hai bên lén lút thông gian với nhau, Vi thị thường mượn cớ hầu cờ để gọi Võ Tam Tư đến chỗ mình. Dưới sự tác động của Vi hậu cùng Thượng Quan Uyển Nhi, tín nhiệm Võ Tam Tư, cho tham gia nghị sự, thế lực họ Võ tưởng chừng bị chấm dứt sau sự thoái vị của Võ Tắc Thiên bây giờ lại càng trở nên mạnh mẽ.
Vi hậu lại liên kết với Võ Tam Tư âm mưu chiếm đoạt quyền lực trong triều, gièm pha Trung Tông về cái đại thần đảo chính trước đây, tiêm nhiễm vào đầu Trung Tông những ý tưởng cho rằng các đại thần phù trợ năm ấy cậy công làm càn, lại có ý đảo chính. Dưới sự sắp đặt của bà, 5 đai thần Trương Giản Chi, Thôi Huyền Vĩ, Hoàn Ngạn Phạm, Viên Thứ Kỷ và Kính Huy được phong tước Vương nhưng kỳ thực đã bị tước quyền hành. Đại thần Hoàn Ngạn Phạm bị ép đổi sang họ Vi của bà. Sau đó năm người này bị đẩy sang Lạc Dương. Sau đó, Võ Tam Tư lại sai Hoằng Nông Đàm, Nhiễm Tổ Ung và Lý Thuyên tố cáo các đại thần Trương Trọng Chi, Tổ Diên Khánh, Vũ Đường, Chu Cảnh... có âm mưu giết Tam Tư và phế Vi Hoàng hậu. Trung Tông sai điều tra vụ án này. Cuối cùng, các đại thần này bị xử tử. Không lâu sau, đại thần Vương Đồng Hiệu người bất mãn với Vi hậu và Tam Tư, dâng lên khuyên can lên Trung Tông. Vi hậu tức giận, vu khống Vương Đồng Hiệu rồi giết chết. Nhân đó bà gièm pha năm đại thần Trương Giản Chi, Thôi Huyền Vĩ, Hoàn Ngạn Phạm, Viên Thứ Kỷ và Kính Huy cũng hợp mưu với Vương Đồng Hiệu rồi nhất loạt đày họ ra châu xa. Đến tháng 7, Vi hậu và Tam Tư sai Chu Lợi Trinh giết chết năm người này trên đường lưu đày. Thủ lĩnh bộ lạc Phất Niết Mạt Hạt là Lý Đa Tộ vì sợ hãi đã giả vờ phục vụ lợi ích của Vi hoàng hậu và đã tránh được việc bị Vi hoàng hậu giết.

### Mâu thuẫn với Thái tử
Vi hậu oán ghét người con thứ của Trung Tông là Tả tán kỵ Thường thị Tiếu vương Lý Trọng Phúc - một người con do thị thiếp của Trung Tông sinh ra, nên gièm pha Trọng Phúc có tham gia trong việc xử tử hai người con của bà, nói:"Năm đó Trọng Nhuận bị ép tự sát, là do Trọng Phúc nói trước mặt Tắc Thiên Hoàng đế, nên mới có cơ sự như vậy!". Trung Tông yêu thương Vi hậu, đem Lý Trọng Phúc đày đi Bộc Châu, làm một chức Thứ sử, sau lại chuyển đến Quân Châu, lại mệnh các quan viên các châu đối với Trọng Phúc canh giữ nghiêm ngặt.
Vi hậu cùng con gái là An Lạc Công chúa Lý Khỏa Nhi chuyên chính trong triều vì Trung Tông nhu nhược, thậm chí An Lạc Công chúa còn tự viết chiếu thư ghi tên của Trung Tông truyền xuống, Trung Tông không đọc kỹ lại mà cũng công nhận. Vi hậu dẫn việc Võ hậu, muốn đưa An Lạc Công chúa làm [Hoàng thái nữ; 皇太女], nhưng trước sau Trung Tông không chấp thuận. Thay vào đó, Lý Trọng Tuấn, con trai một thị thiếp được lập làm Hoàng thái tử. Thái tử Lý Trọng Tuấn tuy có danh vị nối ngôi nhưng bị An Lạc Công chúa và chồng là Võ Sùng Huấn (con trai của Võ Tam Tư) xem thường và coi như nô lệ. Vi hậu và An Lạc Công chúa cậy được sủng hạnh, nhiều lần xin Trung Tông phế Trọng Tuấn, lập An Lạc làm Hoàng thái nữ. Lý Trọng Tuấn nghe được tham vọng này của An Lạc Công chúa thì càng mất bình tĩnh.
Năm Thần Long thứ 3 (707), tháng 7, Trọng Tuấn liên kết cùng các Thành vương Lý Thiên Lý, Thiên Thủy vương Lý Hi (con trai của Lý Thiên Lý), Lý Đa Tộ (thủ lĩnh bộ lạc Phất Niết Mạt Hạt), Dã Hô Lợi (con rể của Lý Đa Tộ), Lý Tư Xung, Lý Thừa Huống, Độc Cô Y Chi... đem hơn 300 quân Lâm Vũ khởi loạn, tiến vào giết chết Võ Tam Tư và Võ Sùng Huấn rồi tiến vào cung, giết các đại thần theo phe Tam Tư. Trung Tông cùng Vi Hoàng hậu, Thượng Quan Chiêu dung cùng An Lạc Công chúa đến cửa Huyền Vũ môn, sai Lưu Cảnh Nhân dẫn 100 kị binh hộ vệ. Các đại thần Dương Tái Tư, Tô Côi, Lý Kiệu cùng nhau chia quân giữ Thái Cực điện. Quân đội triều đình bắt đầu tổ chức phòng ngự. Đường Trung Tông lại sai Lưu Nhân Cảnh đem kị binh ra chống trả. Trong khi đó, Lý Đa Tộ và Thái tử bất hòa, Lý Đa Tộ án binh không tiến đánh nữa. Lý Trọng Tuấn lại do dự vì muốn nói chuyện với Đường Trung Tông để tự minh oan cho mình. Trong khi đó, hoạn quan của Đường Trung Tông là Dương Tư Húc (楊思勗) đã dẫn quân phản công, giết chết tướng tiên phong của Lý Đa Tộ là Dã Hô Lợi và làm nản lòng lực lượng đảo chính. Sau đó, Trung Tông sai Dương Tư Húc thuyết phục tướng của Lý Đa Tộ là Thiên Kỵ. Thiên Kỵ bèn giết chết Lý Đa Tộ, Lý Thừa Huống, Độc Cô Y Chi rồi đầu hàng. Lý Trọng Tuấn hoảng sợ bỏ trốn đến Chung Nam Sơn, bị những người hầu giết chết, biến loạn chấm dứt.
Ngày 13 tháng 8 cùng năm, Vi hậu cùng các nhóm vương công đại thần hạ hiểu, xin tôn huy hiệu cho Trung Tông là Ứng Thiên Thần Long Hoàng đế (應天神龍皇帝), Vi hậu là Thuận Thiên Dực Thánh Hoàng hậu (順天翊聖皇后), cải tên Huyền Vũ môn thành Thần Vũ môn. Trung Tông đồng ý tất cả. Sang tháng 9, Trung Tông cải niên hiệu thành Cảnh Long.
Sau khi diệt trừ được Lý Trọng Tuấn, Vi hậu cùng An Lạc Công chúa, thêm những người cùng phe cánh như con gái thứ Trường Ninh Công chúa, chị Vi hậu là Thành Quốc Phu nhân Vi thị, Nữ đạo sĩ Đệ Ngũ Anh Nhân, cùng hại mẹ con Chiêu dung Thượng Quan Uyển Nhi và Phái Quốc Phu nhân Trịnh thị ngày càng trở nên phóng túng và chuyên quyền, tự ý làm việc bán quan tước để thu lợi. Trong khi đó, Vi hậu và An Lạc Công chúa nảy sinh bất hòa với Thái Bình Công chúa - em gái ruột của Đường Trung Tông, hai bên lập bè đảng mưu diệt nhau. Trung Tông biết mà không có cách gì ngăn chặn. Vi Hoàng hậu lại thông gian với Mã Tần Khách và Dương Vận, trong triều liên kết với gian thần Tông Sở Khách, lại tiếp tục xin cho An Lạc Công chúa làm Hoàng thái nữ mà không được.

## Mưu xưng Đế và bị giết
Năm Cảnh Long thứ 4 (710), tháng 6, người Định Châu là Lang Ngập tố cáo Vi hậu và Tông Sở Khách nghịch loạn, bị Vi hậu giết chết. Sang tháng 7, Hứa châu Tư binh Tham quân Yến Lan Khâm lại dâng sớ nói rằng:"Hoàng hậu dâm loạn, can dự quốc chính, Vi tộc cường thịnh; An Lạc Công chúa, Võ Diên Tú , Tông Sở Khách kết bè đảng làm nguy xã tắc". Đường Trung Tông không nói gì. Khi ra triều, Tông Sở Khách bí mật sai sát thủ giết Lan Khâm đi. Tuy Trung Tông không hỏi đến việc này, nhưng trong lòng rất nghi ngờ. Vi hậu và bè đảng lo sợ vì Trung Tông bắt đầu thay đổi theo hướng bất lợi cho mình. Mã Tần Khách và Dương Vận thông gian với Vi hậu, cũng sợ một ngày nào đó sẽ bị Trung Tông phát giác. Cộng thêm An Lạc Công chúa muốn Trung Tông nhanh chóng chết để Vi hậu lâm triều xưng chế, thì mình mới có thể làm Hoàng thái nữ. Họ liên kết, bí mật bỏ độc vào bánh của Trung Tông.
Ngày Nhâm Ngọ (ngày 2), tháng 6 năm Canh Tuất (tức 3 tháng 7 năm 710), Đường Trung Tông Lý Hiển bị trúng độc, chết ở Thần Long điện. Vi hậu giấu tin không phát tang, đích thân tạm quản lý triều chính. Bên cạnh đó, bà lại triệu tập các phủ binh đóng trong thành Trường An, lên đến 50.000 người. Sau đó, bà dùng các người họ Vi là Phò mã Đô úy Vi Tiệp (韋捷), Vi Quán (韋灌), Vệ Úy khanh Vi Toàn (韋璇), Trường An lệnh Vi Bá (韋播), cùng Lan tướng Cao Tung (高嵩) chờ lệnh. Sau đó, Vi hậu lại mệnh lệnh Trung thư Xá nhân Vi Nguyên (韋元) tuần tra khắp 6 phố của kinh sư, mệnh Đại tướng quân kim Nội thị Tiết Tư Giản (薛思简) canh giữ Quân Châu, ngăn ngừa Quân Châu Thứ sử là Tiếu vương Trọng Phúc có hành động. Vi hậu mệnh Lại bộ Thượng thư Trương Gia Phúc (张嘉福), Trung thư Thị lang Sầm Hi (岑羲) cùng Lại bộ Thị lang Thôi Thực (崔并) nhậm "Đồng bình chương sự", thực tế lại cho Vi hậu đại quyền.
Vào lúc ấy, Chiêu dung Thượng Quan Uyển Nhi cùng Thái Bình Công chúa soạn một đạo chiếu chỉ, mệnh đứa con nhỏ của Trung Tông là Ôn vương Lý Trọng Mậu làm Hoàng đế, tức Đường Thương Đế. Sau khi bàn định ổn thỏa, triều đình mới chính thức phát tang cho Trung Tông ở Thái Cực điện. Ngày 8 tháng 7, Thương Đế đăng cơ, tôn Vi hậu làm Hoàng thái hậu, lâm triều xưng chế, mệnh An Quốc Tương vương Lý Đán phụ chính, đại xá thiên hạ và cải niên hiệu thành Đường Long. Các thành viên trong gia tộc họ Vi cùng Tông Sở Khách, Triệu Lý Ôn, Diệp Tĩnh Năng lại khuyên bà xưng Đế và loại bỏ người em trai của Trung Tông tức Tương vương Lý Đán. Nhưng kế hoạch này bị con trai Lý Đán là Lâm Tri vương Lý Long Cơ phát hiện. Ngay lập tức, Long Cơ liên lạc với Thái Bình Công chúa để mưu trừ Vi Thái hậu cùng bè đảng An Lạc Công chúa. Thế là Lâm Tri vương Lý Long Cơ, Thái Bình Công chúa cùng các đại quan hợp sức với nhau bàn kế hoạch
Ngày Canh Tí (21 tháng 7), tức 13 ngày sau khi Thương Đế đăng cơ, Lâm Tri vương Lý Long Cơ cùng Dương Tư Húc đưa quân tấn công vào cửa Huyền Vũ môn, trước tiên giết Vi Tuyền, Vi Bá là thân tín của Vi Thái hậu, rồi các tướng sĩ Vũ Lâm quân cũng căm ghét việc Vi Thái hậu sát hại Tiên hoàng, bèn cùng nhau hưởng ứng, kéo vào cung. Long Cơ đóng ở ngoài cửa Huyền Vũ, sai các tướng chia nhau tiến vào cung. An Lạc Công chúa cùng Võ Diên Tú, Thượng Quan Uyển Nhi đều bị giết. Vi Thái hậu bỏ trốn khỏi cung, nhưng cũng bị một người phi kỵ chém đầu, nộp cho Long Cơ. Sử gọi là [Đường Long chi biến; 唐隆之變].
Lâm Tri vương Lý Long Cơ sau đó tôn cha là Tương vương Lý Đán lên ngôi lần thứ hai, rồi đưa thi thể của Vi Thái hậu ra đường để cho dân chúng xem, rồi ra lệnh truy phế mà giáng làm [Thứ nhân; 庶人]. Tuy nhiên sau đó, Duệ Tông Lý Đán lại cho chôn cất bà long trọng theo nghi lễ quan nhất phẩm chứ không phải Hoàng hậu. Do Vi Hoàng hậu sát hại Đường Trung Tông, triều đình nghị luận rồi quyết định không hợp táng Trung Tông cùng Vi hậu mà hợp táng với người vợ thứ nhất là Triệu thị, người được truy tôn thụy hiệu là [Hòa Tư Hoàng hậu].

## Hậu duệ
Vi Hoàng hậu có với Đường Trung Tông Lý Hiển tổng cộng 5 người con, 1 Hoàng tử và 4 Hoàng nữ, bao gồm:
1. Hoàng trưởng tử Lý Trọng Nhuận [李重润; 682 - 10 tháng 8, 701], nguyên danh Trọng Chiếu (重照), do kị húy tổ mẫu là Võ Tắc Thiên nên đổi thành Nhuận. Ngay khi được sinh ra, Đường Cao Tông Lý Trị yêu mến, phong làm Hoàng thái tôn (皇太孙). Khi Trung Tông trở lại làm Thái tử dưới thời Võ hậu, cải phong làm Thiệu vương (邵王). Cùng em gái Lý Tiên Huệ và chồng là Ngụy vương Võ Diên Cơ bị Võ hậu ép uống thuốc độc, do bất bình với hai anh em sủng nam họ Trương của bà. Về sau truy thụy làm Ý Đức Thái tử (懿德太子).
2. Hoàng tứ nữ Trường Ninh Công chúa [長寧公主], hạ giá lấy Dương Thận Giao (杨慎交). Do tư sắc diễm lệ, được mẹ là Vi hậu sủng ái. Trong thời kỳ Trung Tông phục vị, cùng An Lạc Công chúa và Thái Bình Công chúa lập phủ vệ riêng, thực ấp vạn hộ, đối đãi không khác gì Thân vương. Tại Lạc Dương, bà mở phủ đệ xa hoa không ai bì. Vi hậu hoành hành, Công chúa tham gia can dự triều chính, mua quan bán chức không còn vương pháp. Khi Đường Minh Hoàng dẹp yên loạn Vi hậu, bà cùng chồng bị biếm đến Giáng châu. Năm 728, Dương Thận Giao qua đời, bà cải giá lấy Tô Ngạn Bá (苏彦伯), sau do liên quan tang án mà bị phế trừ thân phận Hoàng thất. Con trai bà cùng Dương Thận Giao là Dương Hồi (杨洄), về sau lấy Hàm Nghi Công chúa (咸宜公主), con gái của Minh Hoàng và Võ Huệ phi, con gái là Nghi Phương Công chúa sau hạ giá lấy Lý Diên Sủng (李延宠).
3. Hoàng ngũ nữ Vĩnh Thọ Công chúa [永壽公主], hạ giá lấy Vi Huệ (韦鐬), cháu họ của Vi Chính Cử (韦正矩). Chết trước khi Trung Tông phục vị.
4. Hoàng thất nữ Vĩnh Thái Công chúa [永泰公主; 685 - 9 tháng 10, 701], tên là Lý Tiên Huệ (李仙蕙), tự Nùng Huy (穠輝), nhan sắc cực kì diễm lệ, được Võ hậu phong làm Vĩnh Thái quận chúa (永泰郡主), hạ giá lấy Ngụy vương Võ Diên Cơ (武延基), con trai của Võ Thừa Chỉ (武承嗣). Về sau do cùng chồng và anh trai Thiệu vương Lý Trọng Nhuận nghị luận Võ hậu sủng nam hai anh em họ Trương, bị ban chết. Trung Tông phục vị, cảm thương con gái chết thảm mà truy tặng làm Công chúa.
5. Hoàng bát nữ An Lạc Công chúa [安樂公主; 685 - 24 tháng 7, 710], tên gọi Lý Khỏa Nhi (李裹儿), trước lấy Võ Sùng Huấn (武崇训), con trai của Võ Tam Tư, sau lấy Võ Diên Tú (武延秀), con trai của Võ Thừa Chỉ. Tham vọng độc đoán, mưu đồ làm Nữ hoàng, xúi giục Vi hậu giết chết Trung Tông. Bị Đường Minh Hoàng Lý Long Cơ giết trong Đường Long chính biến.